# Aiways U5
La Aiways U5 (cinese: 爱 驰 U5; pinyin: Aì Chí U5) è un'autovettura elettrica prodotta dalla casa automobilistica cinese Aiways a partire dal 2019.

## Caratteristiche
La vettura viene assemblata dalla Jiangling Holdings nello stabilimento di Nanchang.
Il modello di serie della Aiways U5 ha debuttato ufficialmente al Salone dell'Auto di Pechino 2018. L'auto è stata anticipata dalla concept car Aiways U5 Ion Concept presentata nel 2018.
In Europa la versione di serie è stata presentata al Salone di Ginevra nel marzo 2019. Le vendite del veicolo sono iniziate in Cina dalla fine del 2019. Il veicolo ha ricevuto le certificazioni necessarie per l'omologazione in Europa nel novembre 2019. A partire da aprile 2020 l'U5 doveva essere disponibile alla vendita in Germania, ma a causa della pandemia di COVID-19 la Aiways ha posticipato l'inizio delle vendite ad agosto 2020, con le prime consegne previste nell'ottobre 2020.
L'Aiways U5 è alimentato da un motore elettrico che eroga 190 CV e 350 Nm, alimentato da un pacco batteria agli ioni di litio da 63 kWh che fornisce un'autonomia dichiarata di circa 460 chilometri secondo il ciclo NEDC.
L'interno è caratterizzata dall'assenza di interruttori e comandi fisici, c'è solo un pulsante per avviare il veicolo e azionare il display touchscreen. Inoltre la vettura è dotata della tecnologia con riconoscimento biometrico, che può essere utilizzata per aprire le porte senza l'ausilio delle chiavi.
L'Aiways U5 ha esordito per la prima volta in Italia a giugno 2021 durante il Milano Monza Open-Air Motor Show nello stand del gruppo Koelliker, che ne effettua l'importazione e la commercializzazione.